# Fuera de lugar (álbum)
Fuera de lugar es el título del segundo álbum de Rosendo Mercado en su etapa en solitario, publicado en 1986 por el sello RCA Records.

## Antecedentes
Después de la buena acogida del primer disco en solitario de Rosendo, éste tiene tiempo de elegir a los músicos que le acompañarán en el siguiente disco. Cuenta con Chiqui Mariscal al bajo, con quien coincidió en Leño y con Miguel Jiménez a la batería, que le acompañará en los sucesivos discos.

## Listado de canciones
| Fuera de lugar |                          |                                      |          |  |
| N.º            | Título                   | Escritor(es)                         | Duración |  |
| 1.             | «Cara a cara»            | Rosendo Mercado                      | 4:46     |  |
| 2.             | «Fuera de lugar»         | Rosendo Mercado                      | 3:21     |  |
| 3.             | «Aguanta el tipo»        | Rosendo Mercado                      | 2:27     |  |
| 4.             | «El ganador»             | Rosendo Mercado                      | 4:30     |  |
| 5.             | «Obstáculo impertinente» |                                      | 3:40     |  |
| 6.             | «Entonces, duerme»       | Rosendo Mercado                      | 4:26     |  |
| 7.             | «¡¡De repente!!»         | Rosendo Mercado                      | 3:20     |  |
| 8.             | «Gota a gota»            |                                      | 1:54     |  |
| 9.             | «Buenas noches»          | I. Mariscal / M. Giménez /R. Mercado | 2:21     |  |

## Músicos
- Rosendo Mercado: Guitarra y voz
- Miguel Jiménez: Batería
- Chiqui Mariscal: Bajo
- José M. Portela Ghersi: Teclados